# Kigoma
Kigoma est une ville de Tanzanie et la capitale administrative de la région de Kigoma. Seule grande ville du nord-ouest du pays, elle est située au bord du lac Tanganyika, à 780 m d'altitude. En 2005, sa population était estimée à 164 000 habitants.

## Géographie
Kigoma est le plus grand port tanzanien sur le lac Tanganyika. Elle n'a supplanté son historique voisine Ujiji que tardivement, lorsqu'elle est devenue le terminus de la Central line, la ligne de train venue de la lointaine Dar es Salaam.
Jusqu'aux années 1990, Kigoma n'était qu'une petite ville isolée, éloignée des centres décisionnels du pays. Les conflits régionaux en RDC-Zaïre, au Burundi et au Rwanda ont vu affluer les réfugiés et exploser le commerce transfrontalier, légal et illégal. Par voie terrestre, le poste frontière burundais est à environ 60 km.
La ville est devenue un passage obligé grâce à son aéroport pour les rares touristes visitant les sanctuaires de chimpanzés de Gombe et de Mahale Mountain. C'est également le point de départ du vénérable MV Liemba, navire construit en 1913 par les colonisateurs allemands, et qui continue à relier de manière hebdomadaire Kigoma à Mpulungu en Zambie, via des dizaines de villages isolés de la côte orientale de l'immense lac Tanganyika. Le MV Mwongozo effectue quant à lui la liaison vers Bujumbura, Baraka, Kalemie et Uvira.

### Culture
- Trésor kantore, céramiste des vase et des statuts originaire du Ruyigi butaganza gasasa (Burundi)

Il a été étudié au lycée des arts de Gitega communément appelé ETSA
Il quitte son pays natal en 2019 en raison d'un manque d'emploi et de la pauvreté.